# 1931 في الجزائر
الأحداث من عام  1931 في الجزائر.

## الأحداث
- 5 مايو – تأسيس جمعية العلماء المسلمين الجزائريين في نادي الترقي بالعاصمة الجزائرية.

## المواليد
- 7 أكتوبر – محمد عطايلية – جنرال جزائري متقاعد، التحق بصفوف جيش التحرير الوطني سنة 1955 وتدرج في سلّم الترقيات في صفوف الجيش الوطني الشعبي بعد الاستقلال.
- 21 ديسمبر رضا مالك – سياسي ورئيس الحكومة الجزائرية الأسبق خلفا لبلعيد عبد السلام من 21 أغسطس 1993 إلى 11 أبريل 1994